# Lashkar-e Taiba
Lashkar-e Taiba (in urdu لشكر طيبه‎?, Laskar-e ṯaiyyiba; letteralmente "Esercito del bene", comunemente tradotto anche come "Esercito dei giusti", "Esercito dei puri" o "Esercito di Dio"; traslitterato anche come Lashkar-i Tayyaba, Lashkar-e Tayyaba, Lashkar-e Tayyiba, Lashkar-i Taiba, Lashkar-e Toiba o LET) è una delle più grandi e più attive organizzazioni terroristiche in Asia meridionale.

## Storia
Fondata agli inizi degli anni novanta da Hafiz Mohammed Sa'id, agli inizi attivo soprattutto nella regione di Jammu e Kashmir, al confine tra Pakistan e India, Lashkar-e Taiba è prevalentemente composta da radicali religiosi pakistani che professano un'ideologia sunnita ultraortodossa..
È attualmente stanziata vicino a Lahore, Pakistan e sono operativi in diversi campi di addestramento militare in Kashmir. Alcuni membri di questa associazione hanno effettuato grandi attentati contro l'India il cui obiettivo primario era quello di estirpare l'amministrazione indiana dal Kashmir. Alcuni membri sono stati accusati anche di aver preso parte ad attacchi in Pakistan, in particolare a Karachi, per marcare la loro opposizione alle politiche del presidente Pervez Musharraf. L'organizzazione è categorizzata come un'organizzazione terroristica da India, Pakistan, Stati Uniti, Regno Unito, Unione europea, Russia e Australia.
Secondo alcune fonti, Laskar-e Taiba si è rinominata in Jama'at al-Da'wah (JUD) nel gennaio 2002 per sfuggire al divieto imposto dal governo pakistano.
Lashkar-e Taiba ha ricevuto il sostegno iniziale negli anni 1980 da parte dell'Inter-Services Intelligence (ISI) pakistano, al fine di lottare contro l'Unione Sovietica in Afghanistan. Molte fonti sostengono che l'ISI abbia continuato a sostenere LET. Il governo degli Stati Uniti, in sostanza, ha creato il campo di addestramento della guerriglia LET vicino a Kunnad, in Afghanistan e nel 1987 la CIA ha creato il suo campo base su 80 ettari a Muridke vicino a Lahore, per formare i gruppi terroristici afghani da utilizzare contro il governo sovietico in Afghanistan. Stanziata nel Kunar provincia dell'Afghanistan, la Lashkar-e Taiba è l'ala militare del Markaz al-Dawa Wal - Irshad (MDI), un'organizzazione fondamentalista islamica della setta Ahl-e Hadith in Pakistan.
La MDI ha sede a Muridke vicino a Lahore, Pakistan ed è diretta dal Prof. Hafiz Mohammed Saeed, che è anche un dirigente di Lashkar-e Taiba. Egli ora dirige un'organizzazione benefica islamica, Jama'at al-Da'wa, che è sospettata di operazioni di finanziamento per il Lashkar-e Taiba. 
Attualmente, la MDI sostiene di essere stata riorganizzata in due ali indipendenti, una esclusivamente dedicata alla predicazione dell'Islam con Hafiz Mohammed Sa'id come capo e l'altra per portare avanti la sua campagna di violenza nel Kashmir sotto la guida dello studioso del Kashmir Maulana Abd al-Wahid Kashmir.
L'ideologia del gruppo va al di là della semplice sfida alla sovranità dello Stato Indiano nulle regioni del Jammu e Kashmir. L'agenda del Lashkar riporta, come illustrato in un opuscolo intitolato "Perché stiamo conducendo il jihad", il ripristino della regola islamica su tutte le parti di Asia del Sud, Russia e persino la Cina. Inoltre l'organizzazione è basata su una sorta di fondamentalismo islamico predicato dal suo mentore, il JuD. Esso mira a realizzare una unione di tutte le regioni a maggioranza musulmana nei paesi che circondano il Pakistan. Nella sua storia l'organizzazione ha dimostrato scarso rispetto per la vita umana e ha svolto attività terroristiche di grande brutalità. Molti dei suoi obiettivi si ispirano agli iter dei Services Intelligence (ISI) del Pakistan. Con la presenza americana e la pressione militare in Afghanistan, l'ISI ha perso la sua protezione dall'organizzazione. Organizzazioni come la LeT sono state utilizzate per assorbire la resistenza dei talebani e di al-Qāʿida nella regione. Il Capo ha affermato che ha assistito la milizia dei talebani e Osama bin Laden in Afghanistan durante i mesi di novembre e dicembre 2002, nella loro lotta contro l'Alleanza del Nord.